# Josh Hartnett
Josh Hartnett, vlastním jménem Joshua Daniel Hartnett (* 21. července 1978, Saint Paul, Minnesota, USA), je americký herec a producent.

## Život
Josh Hartnett se narodil 21. července 1978 v minnesotské Nemocnici Sv. Pavla. Narodil se jako první ze čtyř sourozenců (jména dalších tří jsou Jake, Joe a Jessica). Během studia na střední škole Sv. Pavla, kde měl příležitost seznámit se s budoucí herečkou Rachel Leigh Cookovou, hrál fotbal a pracoval v místním obchodě s multimédii. V roce 1994, ve věku šestnácti let, si ale nepříjemně poranil nohu a s fotbalem se musel na rok rozloučit. A právě v tomto období si našel další zálibu – mládežnické herectví v lokálních spolcích jako Children's Theatre Company, Youth Performance Company nebo Stepping Stone Company.
Po maturitě, kterou Josh absolvoval na jaře roku 1996, se pokusil o studium herectví na State University of New York. Zde však nenašel dlouhého působení. Jak dnes vyhýbavě uvádí, měl silnou averzi vůči systému vyučování, který tam panoval. Proto školu brzy opustil a vydal se na opačný břeh USA, do Los Angeles. Zde měl příležitost zahrát si drobné role v šesti epizodách seriálu „Dawson's Creek“ a první větší úlohu v seriálu „Cracker“. Spolu s referencemi režisérů ohledně jeho pracovitosti tak vnikl do povědomí Hollywoodu. Hned další rok se Joshovi nabídla jedna z hlavních rolí v hororu Halloween H20 (1998).

## Filmografie

### Film
| Rok  | Název                           | Role                       | Poznámky       |
| ---- | ------------------------------- | -------------------------- | -------------- |
| 1998 | Fakulta                         | Zeke Tyler                 |                |
| 1998 | Halloween: H20                  | John Tate                  |                |
| 1999 | Smrt panen                      | Trip Fontaine              |                |
| 2000 | Nejpevnější pouto               | Jasper Arnold              |                |
| 2001 | Černý jestřáb sestřelen         | Matt Eversmann             |                |
| 2001 | Dohola?                         | Brian Allen                |                |
| 2001 | "O"                             | Hugo Goulding              |                |
| 2001 | Pearl Harbor                    | Danny Walker               |                |
| 2001 | Short6                          | Gianni                     |                |
| 2001 | Town & Country                  | Tom Stoddard               |                |
| 2002 | 40 dnů a 40 nocí                | Matt Sullivan              |                |
| 2003 | Detektivové z Hollywoodu        | K.C. Calden                |                |
| 2003 | Zéro Un                         | Soused                     |                |
| 2004 | Miluj mě, prosím                | Matthew Simon              |                |
| 2005 | Zamilovaní blázni               | Donald Morton              |                |
| 2005 | Sin City                        | Prodejce                   |                |
| 2005 | Příběhy ztracených duší         | Soused                     |                |
| 2006 | Černá Dahlia                    | Dwight "Bucky" Bleichert   |                |
| 2006 | Nabít a zabít                   | Slevin Kelevra             |                |
| 2007 | Reportér v ringu                | Erik Kernan                |                |
| 2007 | Příběhy z USA                   | Gianni                     |                |
| 2007 | 30 dní dlouhá noc               | Eben Oleson                |                |
| 2008 | Srpen před bouří                | Tom Sterling               | také producent |
| 2009 | Přicházím s deštěm              | Kline                      |                |
| 2010 | Bunraku                         | Drifter                    |                |
| 2011 | Girl Walks Into a Bar           | Sam Salazar                |                |
| 2011 | Stuck Between Stations          | Paddy                      |                |
| 2013 | Milenci v čase                  | James Stewart / Jay Fennel |                |
| 2014 | Parts Per Billion               | Len                        |                |
| 2015 | Wild Horses                     | KC Briggs                  |                |
| 2017 | Ach, Lucy!                      | John Woodruff              |                |
| 2017 | The Ottoman Lieutenant          | Jude                       |                |
| 2017 | V zajetí sněhu                  | Eric LeMarque              | také producent |
| 2019 | She's Missing                   | Ren                        |                |
| 2020 | Inherit the Viper               | Kip Riley                  |                |
| 2020 | Operace Goliáš                  | Victor Malarek             |                |
| 2020 | Údolí bohů                      | John Ecas                  |                |
| 2021 | Rozhněvaný muž                  | Dave Hancock               |                |
| 2021 | Ida Red                         | Wyatt Walker               |                |
| 2022 | Operace Fortune: Ruse de guerre | Danny Francesco            |                |
| 2023 | Oppenheimer                     | Ernest Lawrence            |                |
| 2023 | The Long Home                   | bude oznámeno              |                |

### Televize
| Rok       | Název                      | Role                                           | Poznámky                        |
| --------- | -------------------------- | ---------------------------------------------- | ------------------------------- |
| 1997–1999 | Cracker                    | Michael Fitzgerald                             | hlavní role, 16 dílů            |
| 2008      | T Takes                    | Josh                                           | internetový seriál              |
| 2014–2016 | Penny Dreadful             | Ethan Chandler / Lawrence Talbot / the Wolfman | hlavní role, 27 dílů            |
| 2015–2019 | Drunk History              | Clark Gable / Joachim Neumann                  | 2 díly                          |
| 2020      | Die Hart                   | Josh Hartnett                                  | 10 dílů                         |
| 2020      | Paradise Lost              | Yates Forsythe                                 | hlavní role, 10 dílů            |
| 2021      | Exterminate All the Brutes | Bílý muž                                       | mini-série, dokument, 4 díly    |
| 2022      | The Fear Index             | Dr. Alexander Hoffmann                         | mini-série, hlavní role, 4 díly |

### Divadlo
| Rok  | Název         | Role            | Poznámky |
| ---- | ------------- | --------------- | -------- |
| 2008 | Rain Man      | Charlie Babbitt |          |
| 2008 | 24 Hour Plays | Main Man        |          |

### Hudební videoklipy
| Rok  | Název                | Umělec       | Poznámky                        |
| ---- | -------------------- | ------------ | ------------------------------- |
| 1999 | Playground Love      | Air          | soundtrack k filmu Smrt panen   |
| 2001 | There You'll Be      | Faith Hill   | soundtrack k filmu Pearl Harbor |
| 2002 | Travelin' Soldier    | Dixie Chicks | album Home                      |
| 2010 | Pursuit of Happiness | Kid Cudi     | producent                       |